# Will Jimeno
William J. »Will« Jimeno, ameriški policist kolumbijskega rodu, * 26. november 1967, Barranquilla, Kolumbija.  
Jimeno je eden od policistov, ki je preživel z zrušitev dvojčkov World Trade Centra med terorističnimi napadi 11. septembra 2001. 13 ur je bil pokopan pod ruševinami dvojčkov, vendar je skupaj s kolegom Johnom McLoughlinom preživel. 

## Mladost
Will Jimeno se je rodil 26. novembra 1967 v Barranquilli v Kolumbiji, a se je kot deček z družino preselil v New York. Izobraževal se je za policista in to delo začel opravljati leta 2000.

## 11. september 2001
11. septembra 2001 zjutraj je Jimeno opravljal svoje naloge, ko je ob 8:46 zagledal senco letala American 11, ki je letel nizko nad mestom in nekaj sekund pozneje trčil v Severni stolp World Trade Centra. Kmalu se je na avtobusu z drugimi policisti odpeljal do Svetovnega trgovinskega centra, ko je dobil ukaz, da pomaga evakuirati stolp, med potjo pa je ugotovil, da je drugo letalo United 175 zadelo Južni stolp. 
Jimeno se je pozneje s skupino policistov odpravil proti glavnemu vhodu v stavbi, ravno, ko se je porušil Južni stolp. Skupaj z McLoughlinom in Penzulom so stekli v zasilno dvorano, kjer so bili ujeti v ruševinah. Preživela sta McLoughlin in Jimeno, Penzullo, ki je sicer preživel zrušitev Južnega stolpa, je umrl med zrušitvijo severnega stolpa zaradi padajočih ruševin, saj se je odpel, da bi pomagal rešiti Jimena. Jimeno je bil nato rešen iz ruševin po 13 urah, sledil pa mu je McLoughlin po 22 urah. 
Za okrevanje in rehabilitacijo sta oba policista potrebovala več operacij in več mesecev hospitalizacije. 11. junija 2002 sta McLoughlin s hoduljo in šepajoči Jimeno šla čez oder v Madison Square Gardenu, da bi prejela častno medaljo pristaniške uprave.

## V popularni kulturi
V filmu World Trade Center iz leta 2006 je Jimena upodobil igralec Michael Peña.